# 中村倫也 (俳優)
中村 倫也（なかむら ともや、1986年〈昭和61年〉12月24日 - ）は、日本の俳優。本名および旧芸名は中村 友也（読み同じ）。東京都出身。トップコート所属。妻は日本テレビアナウンサーの水卜麻美。

## 略歴
高校1年生のときに所属事務所からスカウトを受ける。所属事務所の養成所Artist☆Artistにて、演技を学ぶ。
2005年、映画『七人の弔』で俳優デビュー。
2005年、第17回フジテレビヤングシナリオ大賞『unplugged 〜アンプラグド〜』で粕谷裕介役を演じ、ドラマ初主演を飾る。
2007年、ドラマ『ライフ〜壮絶なイジメと闘う少女の物語〜』で悪役の福田沙紀が演じる安西愛海がクラス全員からいじめられるきっかけを作った石井知典役を演じた。
2013年、映画『SPINNING KITE』でジュン役を演じ、映画初主演を飾る。
芸能生活10周年の2014年に『ヒストリーボーイズ』にて舞台初主演。同作により第22回読売演劇大賞優秀男優賞受賞。
2018年、ドラマ『半分、青い。』で朝井正人役で出演し、知名度が上がるきっかけとなる。NHKの勝田夏子ディレクターらに評価されて起用された。同年、Yahoo!検索大賞俳優部門受賞。
2019年、オーディションによって実写版『アラジン』で主人公 アラジンの吹き替えを担当する。起用の決め手となったのは中村の「ホール・ニュー・ワールド」の歌声だったという。
2023年3月25日、アナウンサーの水卜麻美との結婚を自身のSNSにて発表した。

## 人物
兄がいる。
プライベートで仲の良い友人にはバナナマン、菅田将暉、小池栄子、生田斗真の名前を挙げ、「役者人生における父」と呼び自身が一番慕っている役者に堤真一の名前を挙げている。また、ムロツヨシとも交友がある。
生き物が好きで、ハムスター2匹と、90cm水槽でポリプテルスなどを飼っている。現在最も飼いたい動物はナマケモノ。
趣味は散歩や写真撮影、サッカーなど。学生時代はずっとサッカーに熱中しており、高校もサッカー強豪校を選んで進学した。
サッカーを辞めた直後のアルバイト帰りに自転車を漕いでいた時、以前から中村の友人と知己があり、かつ当時トップコートで勤務していた江川卓の娘から声をかけられて芸能界へ入った。
年間100本映画を見ていた高校時代に最も感銘を受けた映画として『太陽を盗んだ男』と『新幹線大爆破』を挙げている。『太陽を盗んだ男』については「作品の持つ訳の分からないパワーに圧倒された」、『新幹線大爆破』については「今では絶対に作れない映画。こんな映画に出てみたい」などと話している。
自身のトークライブでは企画・構成・演出・映像制作なども行っている。
お笑い芸人のバナナマンを敬愛しており、「（ラジオ番組）『バナナマンのバナナムーンGOLD』は憧れの番組」と自身のブログに綴っている。その後、2018年12月28日に同番組の企画『第12回バナナムーン超内々紅白歌合戦』に出演。自身が出演しているドラマ『半分、青い。』の主題歌である星野源の「アイデア」を歌唱した。なおオファーに関しては放送日から約2週間前にマネージャーから「28日に1つオファーが来てます」と伝えられ、それが『バナナムーン』であることを瞬時に察し、即決で受けたとの事。
2018年6月14日に放送された『ZIP!』に出演した際、マネージャーから「カメレオン俳優が最近多いから別の言葉を探してください」と言われたエピソードを紹介、『ミミックオクトパス俳優』を自称した。
他人を気遣うエピソードが多数あり、ドラマ『今日から俺は!!』で共演したそいつどいつの市川刺身より、慣れないドラマ現場で1人座っていた市川に対して積極的に話しかけており、その優しさに市川は感動。また、クランクアップ時に監督から「面白いことをやって」とむちゃぶりされて、ギャグを披露するも微妙な空気にしてしまい困っていたところ、中村のフォローで最後には笑いがとれたというエピソードを2020年3月19日に放送された『アメトーーク!』「NEXT第七世代」にて市川が明かしている。
幼少期に『仮面ライダーBLACK RX』を観ており、『仮面ライダーV3』が好きであるという。中でもシャドームーンは強く印象に残っており、プロデューサーから『仮面ライダーBLACK』のリブート作品『仮面ライダーBLACK SUN』をオファーが来る前に聞いた際には自分で「シャドームーンをやりたい」と言って、さまざまな経緯を経て正式にオファーを貰ったという。
2022年に行われ、350人が投票に参加した「トップコート所属の好きな俳優・女優ベスト5!」では2位を獲得した。

## 受賞歴
- 2014年
  - 第22回読売演劇大賞 優秀男優賞（『ヒストリーボーイズ』）
- 2018年
  - Yahoo!検索大賞2018俳優部門[9]
  - ORICON NEWS 2018年ブレイク俳優ランキング第3位
  - 日経トレンディ「2019年の顔」[22]
- 2019年
  - エランドール賞 新人賞
  - 第17回コンフィデンスアワード・ドラマ賞 助演男優賞（『凪のお暇』）[23]
  - エル シネマアワード2019 エル メン賞[24]
  - ORICON NEWS 2019年ブレイク俳優ランキング第4位
- 2020年
  - 第49回ベストドレッサー賞 芸能部門
- 2022年
  - 第113回ザテレビジョンドラマアカデミー賞[25][26] 主演男優賞（『石子と羽男-そんなコトで訴えます?-』）

## 出演

### 映画
公式ウェブサイトの「BIOGRAPHY」 における「MOVIE」のページをもとに記述。
- 七人の弔（2005年8月13日、オフィス北野＝東京テアトル） - 河原潤平 役
- 乱歩地獄 「鏡地獄」（2005年11月5日、アルバトロス） - 小林少年 役
- 俺は、君のためにこそ死ににいく（2007年5月12日、東映） - 河合惣一 役
- カフェ代官山II 〜夢の続き〜（2008年10月25日、日本出版販売＝ビデオプランニング） - 中村泰彦 役
- 沈まぬ太陽（2009年10月24日、東宝） - 平松優哉 役
- サビ男サビ女 「ハゲマシガールズ」（2011年1月15日、ニューシネマワークショップ） - ミツル 役
- 勇者ヨシヒコと魔王の城 （2011年） - 盗賊サウダ 役
- SPINNING KITE（2013年5月18日、アークエンタテインメント） - 主演・ジュン 役
- そして父になる（2013年9月28日、ギャガ）
- 風俗行ったら人生変わったwww（2013年11月9日、セディックインターナショナル=電通） - 中畑光男 役
- ラブクラフト・ガール（2013年11月22日、CURIOSCOPE） - 田村 役
- 薔薇色のブー子（2014年5月30日、東宝映像事業部） - TV局ディレクター 役
- 海月姫（2014年12月27日、アスミック・エース） - 熱帯魚店店員 役
- マエストロ!（2015年1月31日、松竹＝アスミック・エース） - 丹下浩 役
- 王妃の館（2015年4月25日、東映） - クレヨン 役
- やるっきゃ騎士（2015年5月23日、ポニーキャニオン） - 主演・誠豪介 役[28]
- 女子の事件は大抵、トイレで起こるのだ。劇場版（2015年8月22日、アスミック・エース）- 教育実習生・金子 役
- ピース オブ ケイク（2015年9月5日、ショウゲート） - 多田 役
- 星ガ丘ワンダーランド（2016年3月5日、ファントム・フィルム） - 主演・瀬生温人 役[29]
- 日本で一番悪い奴ら（2016年6月25日、東映 / 日活） - 小坂亮太 役
- 愚行録（2017年 2月18日、ワーナー・ブラザース＝オフィス北野） - 尾形孝之 役[30]
- 3月のライオン（2017年3月18日・4月22日、東宝＝アスミック・エース） - 三角龍雪 役
- 笑う招き猫（2017年4月29日、DLE） - 三上 役
- あさひなぐ（2017年9月22日、東宝映像事業部） - 小林先生 役
- 先生!、、、好きになってもいいですか?（2017年10月28日、ワーナー・ブラザース映画） - 関矢正人 役[31]
- 伊藤くん A to E（2018年1月12日、ショウゲート） - 久住健太郎 役
- 孤狼の血（2018年5月12日、東映） - 永川恭二 役
- オズランド 笑顔の魔法おしえます。（2018年10月26日、HIGH BROW CINEMA＝ファントム・フィルム） - 小西俊郎 役
- 美人が婚活してみたら（2019年3月23日、KATSU-do） - 園木 役
- 長いお別れ（2019年5月31日、アスミック・エース） - 磐田道彦 役
- 台風家族（2019年9月6日、キノフィルムズ） - 鈴木千尋 役
- 屍人荘の殺人（2019年12月13日、東宝） - 明智恭介 役[32]
- 影裏（2020年2月14日、ソニー・ミュージックエンタテインメント） - 副島和哉 役[33]
- 水曜日が消えた（2020年6月19日、日活） - 主演・僕 役[34]
- 人数の町（2020年9月4日、キノフィルムズ） - 主演・蒼山哲也 役[35]
- サイレント・トーキョー（2020年12月4日、東映） - 須永基樹 役[36]
- 私をくいとめて（2020年12月18日、日活） - A 役（声の出演）[37]
- 劇場版 岩合光昭の世界ネコ歩き あるがままに、水と大地のネコ家族（2021年1月8日、ユナイテッド・シネマ） - ナレーション[38]
- ファーストラヴ（2021年2月11日、KADOKAWA） - 庵野迦葉 役[39]
- 騙し絵の牙（2021年3月26日、松竹） - 伊庭惟高 役[40]
- ウェディング・ハイ（2022年3月12日、松竹） - 石川彰人 役[41]
- ハケンアニメ!（2022年5月20日、東映） - 王子千晴 役[42]
- 宇宙人のあいつ（2023年5月19日、ハピネットファントム・スタジオ） - 主演・真田日出男 / 宇宙人 役[43]
- 沈黙の艦隊（2023年9月29日、東宝） - 入江蒼士 役[44]
- ミッシング（2024年5月17日、ワーナー・ブラザース映画） - 砂田 役 [45][46]
- ラストマイル（2024年8月23日、東宝） - 山崎佑 役[47]
- あの人が消えた（2024年9月20日、TOHO NEXT） - 巻坂健太 役[48][49]

### テレビドラマ
- H2 〜君といた日々〜（2005年1月13日 - 3月24日、TBS） - 島オサム 役
- 刑事部屋〜六本木おかしな捜査班〜 最終話（2005年9月14日、テレビ朝日） - 小宮山琢磨 役
- 連続テレビ小説（NHK）
  - 風のハルカ（2005年10月3日 - 2006年4月1日、NHK大阪） - 神崎由起夫 役
  - 半分、青い。（2018年5月12日 - 6月7日、9月3日 - 9月29日） - 朝井正人 役
  - ブギウギ（2024年3月18日） - 沼袋勉 役[50]
- 相棒4 第7話（2005年11月23日、テレビ朝日） - 池田俊太郎 役
- 第17回フジテレビヤングシナリオ大賞『unplugged 〜アンプラグド〜』（2005年12月17日、フジテレビ） - 主演・粕谷裕介 役[51]
- 神はサイコロを振らない（2006年1月18日 - 3月15日、日本テレビ） - 甲斐航星 役
- ライフ〜壮絶なイジメと闘う少女の物語〜（2007年6月30日 - 9月15日、フジテレビ） - 石井知典 役
- ハリ系（2007年10月13日 - 12月29日、日本テレビ） - 主演・耳田ハリ彦 役
- 一瞬の風になれ（2008年2月25日 - 28日、フジテレビ） - 桃内 役
- ホカベン 第7話（2008年5月28日、日本テレビ） - 田中浩平 役
- 太陽と海の教室 第1話（2008年7月21日、フジテレビ） - 末吉春臣 役
- たったひとりの反乱（2008年7月30日、NHK） - 水谷甲太郎 役
- 星新一ショートショート 「宇宙の男たち」（2008年9月15日、NHK）
- ジャッジII〜島の裁判官奮闘記〜第2話（2008年11月1日、NHK） - 森辰夫 役
- ギラギラ 第4話（2008年11月7日、テレビ朝日） - No.1 ホスト青龍（正岡順） 役
- イノセント・ラヴ 第4話（2008年11月10日、フジテレビ） - ユキオ 役
- トライアングル 第1話 - 第6話（2009年1月6日 - 2月10日、フジテレビ） - 幡ヶ谷 役
- 大河ドラマ（NHK）
  - 天地人 第46話（2009年11月16日） - 豊臣秀頼 役
  - 軍師官兵衛（2014年1月5日 - 12月21日） - 織田信忠 役
- ドラマ8 / とめはねっ! 鈴里高校書道部（2010年1月7日 - 2月11日、NHK） - 勅使河原亮 役
- ヤンキー君とメガネちゃん（2010年4月23日 - 6月25日、TBS） - 松山啓介 役
- 警視庁失踪人捜査課 第6話（2010年5月21日、朝日放送・テレビ朝日） - 庄司敦司 役
- 土俵ガール!（2010年7月13日 - 9月14日、MBS・TBS） - 柳本詠介 役
- 新・警視庁捜査一課9係 season2 第10話（2010年9月1日、テレビ朝日） - 前山秀一 役
- 世にも奇妙な物語 20周年スペシャル・秋 〜人気作家競演編〜「燔祭」（2010年10月4日、フジテレビ） - 小暮昌樹 役
- プロポーズ兄弟〜生まれ順別 男が結婚する方法〜 第2夜（2011年2月22日、フジテレビ） - 橋本 役
- 屋上のあるアパート[注 1]（2011年3月21日） - 桂木郁夫 役
- ドラマスペシャル・風の少年〜尾崎豊 永遠の伝説〜（2011年3月21日、テレビ東京） - 谷本和夫 役
- 勇者ヨシヒコと魔王の城 第2話（2011年7月15日、テレビ東京） - サウダ 役
- 土曜プレミアム / 最後の絆 沖縄・引き裂かれた兄弟 〜鉄血勤皇隊と日系アメリカ兵の真相〜（2011年8月13日、フジテレビ） - 山入端勝 役
- 絶対零度〜特殊犯罪潜入捜査〜  Case.9・10・11（2011年9月6日・13日・20日、フジテレビ） - 川島智裕 役
- 妖怪人間ベム 第1話（2011年10月22日、日本テレビ） - 岡田 役
- NHKスペシャル 未解決事件 file02 オウム真理教17年目の真実（2012年5月26日、27日） - 元信者・加川義男 役
- メグたんって魔法つかえるの?（2012年7月7日 - 12月22日、日本テレビ） - 成瀬寛人（ヒロト） 役
- VISION-殺しが見える女- 第2話（2012年7月12日、読売テレビ・日本テレビ） - 立原建夫 役
- 遺留捜査 第2シリーズ 第2話（2012年7月26日、テレビ朝日） - 松山一郎 役
- 土曜ワイド劇場 ゴーストライターの殺人取材〜セレブの罪を代筆する女 （2012年8月4日、テレビ朝日） - 小西潤一 役
- 高校入試（2012年10月6日 - 12月29日、フジテレビ） - 田辺光一 役
- 終電バイバイ 第2話（2013年1月21日、TBS） - 前田 役
- クロユリ団地〜序章〜 第7・8話（2013年5月21・28日、TBS） - 渡部一哉 役
- 天魔さんがゆく 第7話（2013年9月2日、TBS） - カップル・男 役
- ダンダリン 労働基準監督官 第7話（2013年11月13日、日本テレビ） - 茅ヶ崎修司 役
- 下町ボブスレー（2014年3月1日 - 3月15日、NHK BSプレミアム） - 松下武史 役
- アオイホノオ（2014年7月19日 - 9月27日、テレビ東京） - 赤井タカミ 役
- ファーストクラス 第2期（2014年10月15日 - 12月24日、フジテレビ） - 冴木大五郎 役
- 木曜ミステリー 出入禁止の女〜事件記者クロガネ〜 第5話（2015年2月19日、テレビ朝日） - 清川一起 役
- ドラマスペシャル クロハ〜機捜の女性捜査官〜（2015年2月22日、テレビ朝日） - キリ 役
- 毎日放送日曜深夜ドラマ枠 REPLAY & DESTROY（2015年4月27日 - 6月15日、毎日放送 / 2015年4月29日 - 6月17日、TBS） - 安部寿 役[52]
- 想ひそめし（2015年5月25・26・27日、名古屋テレビ） - 主演
- ちゃんぽん食べたか（2015年5月30日 - 8月1日、NHK） - 寺山力哉 役
- ある日、アヒルバス（2015年7月5日 - 8月23日、NHK BSプレミアム） - 野口祐生 役
- 僕らプレイボーイズ 熟年探偵社 第2話（2015年7月24日、テレビ東京） - 岸谷武志 役
- 植物男子ベランダー SEASON2 第10話（2015年、NHK BSプレミアム） - 植物のテツ 役
- ザ・プレミアム 京都人の密かな愉しみ 夏（2015年8月15日、NHK BSプレミアム）
- 私たちがプロポーズされないのには、101の理由があってだな シーズン2 第6話（2015年10月7日、LaLaTV） - 音尾一人 役
- 下町ロケット（2015年10月18日 - 12月20日、TBS） - 浅木捷平 役
- お義父さんと呼ばせて（2016年1月19日 - 3月15日、フジテレビ） - 花澤葉理男 役
- 実録ドラマスペシャル 女の犯罪ミステリー 福田和子 整形逃亡15年（2016年3月17日、テレビ朝日） - 福田貞夫 役
- 双葉荘の友人（2016年3月19日、WOWOW） - 倉田誠司 役
- 闇金ウシジマくん Season3（2016年7月18日 - 9月19日、MBS・TBS） - 神堂大道 役
- 忠臣蔵の恋〜四十八人目の忠臣〜（2016年9月24日 - 2017年2月25日、NHK） - 浅野大学長広 役
- コールドケース 〜真実の扉〜 第3話（2016年11月5日、WOWOW） - 石塚和也 役
- キャリア〜掟破りの警察署長〜 第9話（2016年12月4日、フジテレビ） - 岡崎隆之 役
- 女の中にいる他人（2017年1月8日 - 2月19日、NHK BSプレミアム） - 園山俊 役
- スーパーサラリーマン左江内氏（2017年1月14日 - 3月18日、日本テレビ） - 刈野助造 役[53][54]
- 100万円の女たち（2017年4月14日 - 6月30日、テレビ東京） - 花木ゆず 役
- デッドストック〜未知への挑戦〜 第6話（2017年8月26日、テレビ東京） - 榊恭介 役
- 伊藤くん A to E（2017年8月21日 - 10月2日、MBS・TBS） - 久住健太郎 役
- 昔話法廷 第8話「さるかに合戦」裁判（2017年8月15日、Eテレ） - 猿（声） 役
- ドラマ特別企画 テミスの剣（2017年9月27日、テレビ東京） - 楠木明大 役[55]
- 新宿セブン（2017年10月14日 - 12月23日、テレビ東京） - 大野健太 役
- ホリデイラブ（2018年1月26日 - 3月16日、テレビ朝日） - 井筒渡 役[56]
- FINAL CUT 第6話（2018年2月13日、フジテレビ） - 矢口透 役[57]
- 崖っぷちホテル!（2018年4月15日 - 6月17日、日本テレビ） - 江口竜二 役[58]
- ドロ刑 -警視庁捜査三課-（2018年10月13日 - 12月15日、日本テレビ） - 皇子山隆俊 役
- 今日から俺は!! 第5話（2018年11月11日、日本テレビ） - 紅野（白原富夫） 役[59]
- ドラマスペシャル 東野圭吾 手紙（2018年12月19日、テレビ東京） - 嘉山孝文 役[60]
- 初めて恋をした日に読む話（2019年1月15日 - 3月19日、TBS） - 山下一真 役[61]
- オリガミの魔女と博士の四角い時間（2019年2月23日、Eテレ） - ウサギ 役
- 凪のお暇（2019年7月19日 - 9月20日、TBS） - 安良城ゴン 役[62]
- 不協和音 炎の刑事 VS 氷の検事（2020年3月15日、テレビ朝日） - 唐沢真佐人役[63]
- 美食探偵 明智五郎（2020年4月12日 - 6月28日、日本テレビ） - 主演・明智五郎 役[64]
- この恋あたためますか （2020年10月20日 - 12月22日、TBS） - 浅羽拓実 役[65]
- 岸辺露伴は動かない（2020年12月28日 - 30日、NHK総合） - 平井太郎 役[66]
- 珈琲いかがでしょう（2021年4月5日 - 5月24日、テレビ東京） - 主演・青山一 役[67]
- コントが始まる 第2話、第4話、第5話、第8話、最終話（2021年4月24日、5月8日、5月15日、6月5日、19日、日本テレビ） - 楠木実籾 役[68]
- 石子と羽男-そんなコトで訴えます?-（2022年7月15日 - 9月16日、TBS） - 主演・羽根岡佳男 役[69][70]（有村架純とのダブル主演）
- ハヤブサ消防団（2023年7月13日 - 9月14日、テレビ朝日） - 主演・三馬太郎 役[71][72]
- Shrink-精神科医ヨワイ-（2024年8月31日 - 9月14日、NHK総合・NHK BSプレミアム4K） - 主演・弱井幸之助 役[73]
- ノンレムの窓 2025・新春 第1話「前の車追ってください」（2025年1月5日、日本テレビ） - 主演・鈴木 役（古田新太とダブル主演）[74]
- 藤子・F・不二雄 SF短編ドラマ シーズン3「異人アンドロ氏」（2025年3月27日、NHK BSプレミアム4K）[75]
- DOPE 麻薬取締部特捜課（2025年7月4日 - 、TBS） - 主演・陣内鉄平 役（髙橋海人とダブル主演）[76][77]

### WEBドラマ
- 女子の事件は、大抵トイレで起こるのだ。(2015年5月⁻8月、GYAO!） - 教育実習生・金子 役
- デスノート NEW GENERATION 紫苑篇・狂信（2016年9月30日、Hulu） - 椚田太一（雨澤） 役
- ホリデイラブ番外編 〜10年前の井筒夫妻編〜（2018年3月11日、AbemaTV） - 井筒渡 役
- ミス・シャーロック/Miss Sherlock（2018年4月27日 - 6月15日、Hulu×HBOアジア） - 柴田達也 役
- その恋もう少しあたためますか 最終話（2020年12月22日、Paravi） - 浅羽拓実 役
- 珈琲、もう一杯いかがでしょう（2021年4月6日 - 5月24日、Paravi） - 青山一 役
- No Activity / 本日も異状なし（2021年12月17日配信開始、全6話、Amazon Prime Video) - 椎名遊 役
  - No Activity Season2（2024年9月13日〈予定〉 - 、Amazon Prime Video）[78]
- 塩介と甘実-蕎麦ができるまで探偵- 第6話（2022年9月16日、Paravi） - 羽根岡佳男 役[79]
- 仮面ライダーBLACK SUN（2022年10月28日、Amazon Prime Video） - 主演・秋月信彦 / 仮面ライダーSHADOWMOON 役（西島秀俊とダブル主演）[80]
- 恋の妄想♡消防団（2023年8月3日 - 、TELASA）  - 主演・三馬太郎 役[81]
- 沈黙の艦隊 シーズン1 〜東京湾大海戦〜（2024年2月9日 - 、Amazon Prime Video） - 入江蒼士 役[82]

### テレビ番組

#### バラエティ
- ゴールデンまなびウィーク関連番組（2019年4月29日 - 5月5日、日本テレビ） - 塾生代表
- 一撃解明バラエティ ひと目でわかる!!（2020年5月28日・2021年4月18日、日本テレビ） - ※バラエティ番組初MC
- 今日、うちでなに食べる？（2021年2月23日・2022年11月16日、NHK総合）- MC
  - レギュラー番組への道「今日、うちでなに食べる？」（2022年10月1日・8日、NHK総合）- MC

#### ナレーション
- NEXT 未来のために（2017年2月4日、NHK総合）
- 目撃!にっぽん（2017年5月 - 2018年、NHK総合）- 不定期出演
- NHKスペシャル “ヒロシマの声”がきこえますか 〜生まれ変わった原爆資料館〜（2019年8月6日、NHK総合）[83]
- 秘密の花園 イングリッシュ・ガーデン（2020年10月17日、NHK BSプレミアム）
- ザ・バックヤード 知の迷宮の裏側探訪 (2022年2月15日 - 、NHK BSプレミアム） - 案内人

#### NHK紅白歌合戦出場歴
| 年度/放送回               | 回       | 曲目                     | 出演順 | 対戦相手         | 備考                           |
| ------------------------- | -------- | ------------------------ | ------ | ---------------- | ------------------------------ |
| 2019年（令和元年）/第70回 | 特別出演 | ホール・ニュー・ワールド | なし   | 木下晴香（共演） | 「夢を歌おう」特別企画で初出場 |

### WEB番組
- お残しは許しまへんでっ!（2013年4月 - 2014年12月、トップコート×アメーバスタジオ月1レギュラー番組）

### 舞台
公式サイトの「BIOGRAPHY」における「STAGE」のページをもとに記述。
- 黄昏（2006年12月） - ビリー 役
- 恋の骨折り損（2007年3月 - 5月） - キャサリン 役
- さらば、わが愛 覇王別姫（2008年3月 - 4月） - 小四 役
- 悪夢のエレベーター（2008年9月） - 牧原 役
- 真心一座 身も心も 流れ姉妹〜獣たちの夜〜（2009年2月）
- SEMINAR（2009年5月 - 6月） - ジェイソン 役
- シス・カンパニー公演『バンデラスと憂鬱な珈琲』（2009年11月）
- えれがんす（2010年1月） - 悦太郎 役
- muro式4（2010年7月 - 8月） - Z 役
- 薄桜鬼 新選組炎舞録（2010年10月） - 斎藤一 役
- JAPAN MEETS… -現代劇の系譜をひもとく-III わが町（2011年1月） - ジョージ・ギブス 役
- ぼっちゃま（2011年5月 - 6月） - 信次郎 役
- ロッキーホラーショー（2011年12月 - 2012年2月） - ブラッド 役
- ハンドダウンキッチン（2012年5月 - 6月） - 山田浩彦 役[注 2]
- RENT（2012年10月 - 12月） - ロジャー 役
- 八犬伝（2013年3月 - 4月、シアターコクーンほか） - 犬坂毛野 役
- ヴェニスの商人（2013年9月 - 10月、彩の国埼玉芸術劇場ほか） - ポーシャ 役
- フルモンティ（2014年1月 - 2月、国際フォーラムC） - マルコム 役
- 青年Kの矜持（2014年5月、俳優座劇場） - 主演・青年K 役
- HISTORY BOYS（2014年8月29日 - 9月21日、世田谷パブリックシアターほか） - 主演・アーウィン 役
- 残酷歌劇『ライチ☆光クラブ』（2015年12月18日 - 27日、AiiA 2.5 Theater Tokyo） - 主演・ゼラ 役
- SHINKANSEN☆RX『Vamp Bamboo Burn〜ヴァン!バン!バーン!〜』（プレビュー2016年8月5日 - 7日、8月17日 - 10月31日、赤坂ACTシアターほか） - 竹井京次郎 役[84]
- 怒りをこめてふり返れ（2017年7月12日 - 30日、新国立劇場小劇場THE PIT） - 主演・ジミー 役
- クラッシャー女中（2019年3月22日 - 4月25日、本多劇場ほか） - 主演・義則 役（麻生久美子とダブル主演）
- ケンジトシ（公演延期、紀伊國屋ホール 、サンケイホールブリーゼ） - 主演・ケンジ 役
  - ケンジトシ（2023年2月7日 - 2月28日 シアタートラム、3月3日 - 3月10日 サンケイホールブリーゼ）- 主演・ケンジ 役[85]
- 劇団☆新感線 41周年興行秋公演・いのうえ歌舞伎『狐晴明九尾狩』（2021年9月17日 - 10月17日 赤坂ACTシアター、2021年10月27日 - 11月11日 オリックス劇場） - 主演・安倍晴明 役
- MUSICAL『ルードヴィヒ 〜Beethoven The Piano〜』（2022年10月 - 11月、東京芸術劇場 プレイハウスほか） - 主演・ルードヴィヒ・ヴァン・ベートーヴェン 役[86]
- OUT OF ORDER（2023年11月11日 - 12月30日、鳥栖市民文化会館 大ホールほか） - 主演・ジョージ 役[87]
- 劇団☆新感線44周年興行・夏秋公演 いのうえ歌舞伎『バサラオ』（2024年7月7日 - 8月2日、博多座 / 8月12日 - 9月26日、明治座 / 10月5日 - 17日、フェスティバルホール） -カイリ 役[88]
- シス・カンパニー公演『ライフ・イン・ザ・シアター』（2025年9月 - 10月、東京・愛知・大阪・愛媛・宮城） - ジョン 役[89]

### ラジオ
- 貫地谷しほりのラジオ劇団・小さな奇跡「うたさん」（2010年1月4日 - 7日、TOKYO FM） - 若松義人 役
- 青春アドベンチャー「リテイク・シックスティーン」（2013年8月26日 - 9月13日、NHK-FM） - 村山基和 役[90]
- 青春アドベンチャー「アグリーガール」（2015年10月5日 - 16日、NHK-FM） - マシュー・ドナヒー（マット） 役[91]
- 中村倫也のオールナイトニッポン（2019年12月17日、ニッポン放送）

### テレビアニメ
- とーとつにエジプト神2（2023年1月 - 、TOKYO MX） - ナレーション[92]
- ルカと太陽の花（2024年3月22日、NHK Eテレ） - ルカ 役[93]
  - ルカと太陽の花 第2章（2025年3月25日、NHK Eテレ）[94]

### WEBアニメ
- とーとつにエジプト神（2020年12月 - 2021年2月、U-NEXTほか） - ナレーション[95]

### アニメ映画
- 100日間生きたワニ（2021年7月9日、東宝） - ネズミ 役[96]
- 劇場版 SPY×FAMILY CODE: White（2023年12月22日、東和ピクチャーズ） - ドミトリ 役[97]
- ペリリュー -楽園のゲルニカ-（2025年12月5日公開予定、東映） - 吉敷佳助上等兵 役[98]

### 吹き替え
- アラジン（2019年6月7日） - 主演・アラジン 役[99]

### ゲーム
- ときめきメモリアルONLINE（2006年3月 - 2007年7月） - 中村友也 役
- FabStyle（2011年11月24日）[100] - イヴ・オディエ 役

### CM
- 吉野家（2016年5月 - ）[101]
- ダイワハウス D-room(2016年8月 - ) - 上野樹里と共演。
  - 『はじまり』篇（2016年）
  - 『朝』篇（2017年）
  - 『夫の心配』篇（2018年）
  - 『妻、出張中』篇（2019年）
- Simeji（2018年10月 - ）[102] - Simejiママ[103]
- ピエトロ（2018年10月 - ）
- ABCマート（2018年11月 - ）
- ブルボン
  - ルマンド
    - アイス（2019年2月 - ）
    - 『ルマンド男子 篇』（2019年11月 - ）
    - 『マンドホーム』篇（2020年10月 - ）
    - 『贅沢な出会い』篇（2021年4月 - ）
    - 『ルマンドと、いつもいっしょに。』篇、『贅沢な時間』篇（2021年9月 - ）
    - 『カフェ・ド・ルマンドへようこそ』篇（2022年4月 - ）[104]
    - 『こだわりの発酵バター』篇（2022年10月11日 - ）[105]
    - 『カフェ・ド・ルマンド春』篇（2023年3月12日 - ）[106]
    - 『ルマンドパーティー』篇（2024年9月10日 - ）[107]
    - 『ひと味ちがう、ひとくち。』（2025年3月11日 - ）[108]

  - ビスケットシリーズ（2021年2月 - ）
  - ブルボンビスケット王朝 三つの王家の戦いキャンペーン「ブルボンビスケット王朝」篇「サクサク家ティザー」篇「しっとり家ティザー」篇「チョコビス家ティザー」篇 （2022年2月 - ）[109]
  - ラングロール 「新しい贅沢、ラングロール」篇（2022年10月 - ）[105]
- 東京シティ競馬
  - 「夜遊び方改革」
    - 『登場』篇(2019年4月 - )
    - 『接待』篇(2019年6月 - )
    - 『熱い』篇(2019年8月 - )
    - 『勝負』篇(2019年12月 - )

  - JBC『名馬は二度生まれる』篇（2020年9月 - ）- 新田真剣佑、安田顕と共演[110]
  - 『今年最後のGIレース』篇(2020年12月 -)
- TikTok（2019年7月 - ）
- QUICPay（2019年8月 - ）
- アサヒビール
  - アサヒスーパードライ
    - 『2人のトライ』篇（2019年11月 - ）
    - 『4月、新たな出会い』篇（2020年4月 - ）
    - 『2020年、みんなの夏』篇（2020年7月 - ）
    - 『スーパードライ史上最高のうまさ』篇（2020年10月 - ）
    - 『新しい年に、乾杯』篇（2021年1月 - ）
    - 『続2人のトライ』篇（2021年3月 - ）
    - 『一歩づつ』篇(2021年10月 - ）

  - 贅沢搾り
    - 『僕だけが会える、贅沢な君です。』篇（2022年2月 - ）[111]
- スクウェア・エニックス「ドラゴンクエストウォーク」（2020年9月4日 - ） - 田中圭と共演[112]
- アサヒ飲料 十六茶
  - 『自然に、健康。となりのお兄さん春』篇 (2021年3月 - )
  - 『自然に、健康。となりのお兄さん夏』篇 (2021年5月 - )
- Cygames「ウマ娘 プリティーダービー」 - 全作、吉田鋼太郎と共演
  - 『オグリちゃーーん! 』篇（2021年12月20日 - ）[113]
  - 『最大100連ガチャ無料』篇（2021年12月27日 - ）[114]
  - 「テイオーちゃーーん！」篇（2022年1月15日 - ）- 高城れにとも共演[115]
  - 「1周年Coming soon」篇（2022年2月19日 - ）
  - 「1周年お祝い」篇 イントロver.（2022年2月24日 - ）[116]
  - 「1周年お祝い」篇 熱唱ver.（2022年2月24日 - ）
  - 「武豊! たけーー大ジャンプ」篇・「ルメールも楽しメール!」篇（2022年4月10日 - ） - 武豊、クリストフ・ルメールとも共演[117]
- アフラック生命保険「アフラックの休職保険」（2022年3月 - ） - 笑福亭鶴瓶、夏帆と共演[118]
- マルホ「くり返す口唇ヘルペスの予感〜鍵は飲み薬〜」篇・「くり返す口唇ヘルペスの予感〜鍵は伝えること〜」篇[119]
- キリンビール「キリン一番搾り生ビール」
  - 「義父と」篇・「女将と」篇（2024年2月 - ） - 奥田瑛二、戸田恵子と共演[120]
  - 「普通かい」篇（2024年7月 - ） - 勝地涼と共演[121]
  - 「クレイジーって言われたビール」篇（2025年2月 - ） - 堤真一と共演[122]
- スクウェア・エニックス「ファイナルファンタジーVII リバース」（2024年3月 - ）[123]
- 東京電力エナジーパートナー「でんきの地産地消」（2024年7月 - ）- 蒼井優と共演[124]
- 株式会社東邦「キレイのそばに、なにがある？」（2024年12月 - ）[125]

### WEBCM
- 本田技研工業 Webムービー「ある日突然グリーンマシーン」（2008年公開）
- AGC旭硝子 AGC 110周年 ショートムービー「言えなかった男編」（2018年2月公開）
- マルホ株式会社 ニキビ一緒に治そうProject WEBムービー (2018年9月公開)
  - 「ニキビも、悩みも、小さなうちに」篇（2018年9月公開）
  - 「ニキビは恋のラビリンス〜繰り返すニキビの謎を追え」編（2020年2月公開）
  - 「忍び寄る口唇ヘルペスの予感」編（2021年5月公開）
  - 「ニキビの影にひそむ者〜赤ニキビだけじゃない〜篇」（2022年3月15日公開）[126]
- ブルボン 贅沢ルマンド「宇治抹茶カカオとの出会い」篇（2021年6月公開）

### ミュージックビデオ
公式サイトの「BIOGRAPHY」における「OTHER」のページをもとに記述。
- Lil'B「つないだ手」（2009年）
- N.O.B.U!!!「今日もハレfeat.HAN-KUN〜あの日の夢〜」（ドラマ Ver.）（2013年）
- アカシック「今日から夜は家にいるよ」（2016年）[127]

### 玩具
- CSM 変身ベルト 世紀王ムーンドライバー（2023年11月）

### その他
- 『バンクシーって誰？展』アンバサダー・音声ガイド（2021年8月21日 - 12月5日寺田倉庫、他）
- 時を刻むこの星空 with DREAMS COME TRUE（2018年12月 - 、コニカミノルタプラネタリウム） - ナレーション

## 書籍

### 写真集
- 中村倫也 最初の本『童詩』（2018年8月1日発売）
- 中村倫也 続きの本『蓑唄』（2023年1月20日発売）

### エッセイ
- 中村倫也 『THE やんごとなき雑談』(2021年3月18日発売)

### 連載
- 「役者 中村倫也の孤軍奮闘記」雑誌『大人のおしゃれ手帖』（2016年4月号 - 2018年3月号）
- 「中村倫也のやんごとなき雑談」雑誌『ダ・ヴィンチ』（2018年11月号 - 2020年11月号）